# Cantone di Perros-Guirec
Il Cantone di Perros-Guirec è una divisione amministrativa dell'Arrondissement di Lannion.
A seguito della riforma approvata con decreto del 13 febbraio 2014, che ha avuto attuazione dopo le elezioni dipartimentali del 2015, non ha subìto modifiche.

## Composizione
Comprende 9 comuni:
- Kermaria-Sulard
- Louannec
- Perros-Guirec
- Pleumeur-Bodou
- Saint-Quay-Perros
- Trébeurden
- Trégastel
- Trélévern
- Trévou-Tréguignec